# Kåfjords kyrka
Kåfjords kyrka (Norska Kåfjord kirke) är en församlingskyrka i Alta kommun i Finnmark fylke i Norge. Kyrkan ligger i den lilla byn Kåfjord i Alta kommun. Kyrkan är en del av Alta församling i Alta kontrakt i Nord-Hålogalands stift. Den vita träkyrkan byggdes 1837 och invigdes av biskop Peder Kjerschow. Den är den äldsta bevarade kyrkan i Alta kommun.
Kyrkan har plats för 300 människor.
Arkitekten är okänd men man tror att det var Stephen Thomas som ritade kyrkan. Han har bland annat ritat Alta kyrka.